# Kostel svatého Petra (Riga)
Kostel svatého Petra (lotyšsky Rīgas Svētā Pētera baznīca) je luteránský kostel v Rize, hlavním městě Lotyšska. Jedná se o farní kostel lotyšské evangelicko-luterské církve. Je chráněn jako kulturní památka národního významu.
První písemná zmínka pochází z roku 1209. Do roku 1524 patřil římskokatolické církvi, od roku 1526 do roku 1940 byl majetkem luteránské církve, od roku 1991 patří lotyšské evangelicko-luteránské církvi (Latvijas Evaņģēliski luteriskās baznīcas, LELB). V roce 2022 byl kostel sv. Petra bezplatně převeden na německou farní nadaci sv. Petra, která se zavázala do tří let zahájit a do deseti let dokončit restaurátorské práce.

## Popis

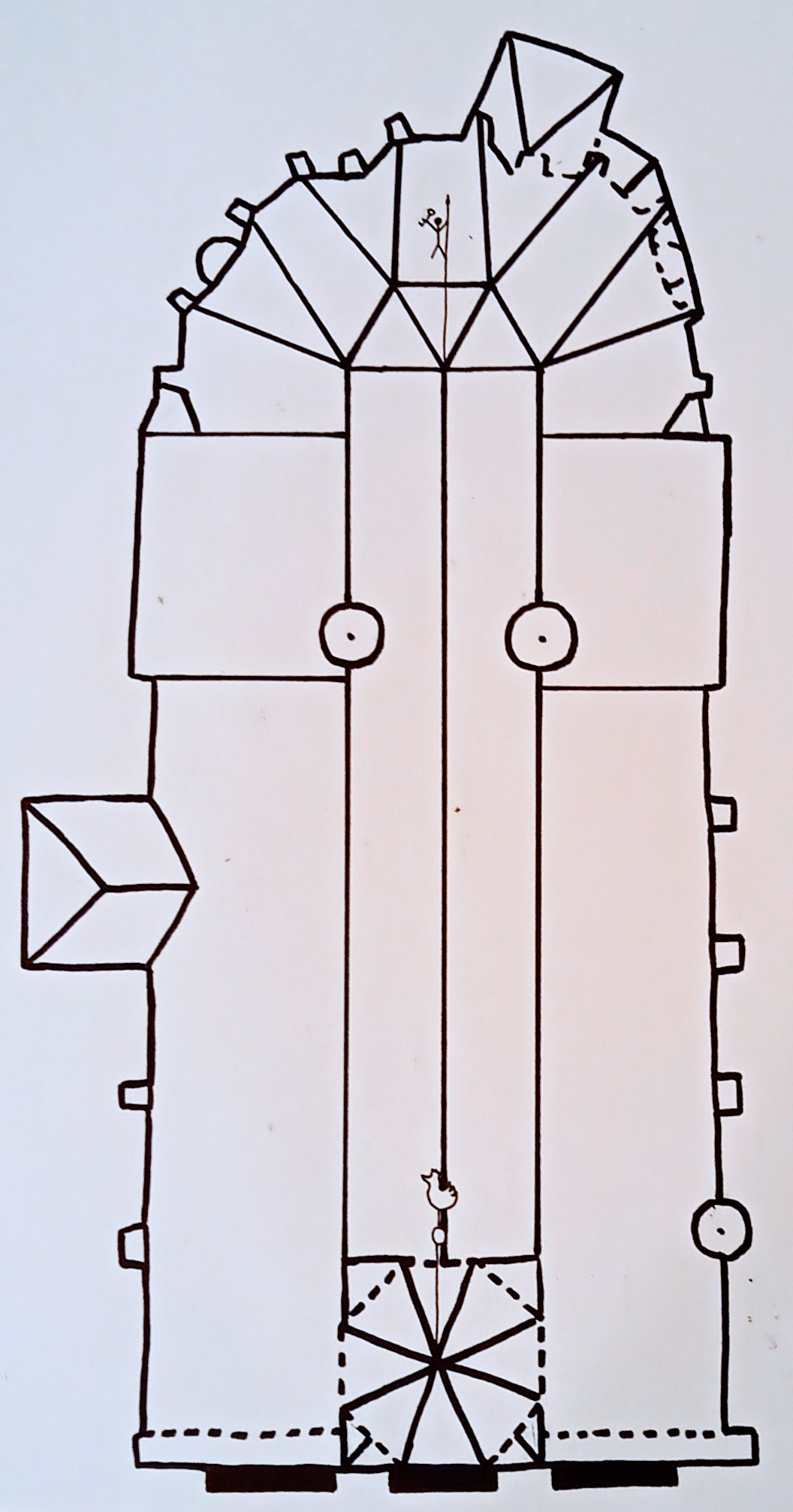
Nákres kostela

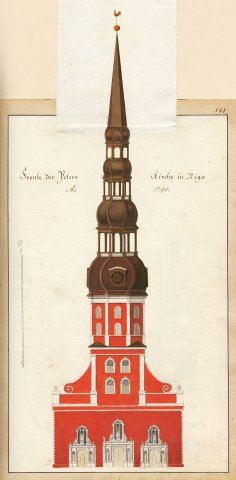
Nákres průčelí kostela

Jedná se o jednolodní kostel z přelomu 12. a 13. století. Je charakteristický svou osmibokou věží s vysokou tříúrovňovou špicí, jež kostel činí nejvyšším v Rize, a zároveň v celém Lotyšsku. Stavba je také druhým nejvyšším kostelem v pobaltských zemích, hned po kostele svatého Olafa v Tallinnu, jež je o 40 cm vyšší, a 19. nejvyšším kostelem na světě. Špička byla původně dřevěná, a až do požáru v roce 1941 byla nejvyšší dřevěnou stavbou Evropy. Má široké průčelí, jež se třemi barokními portály otevírá do Reformačního náměstí.
Materiálem jsou především cihly, místy kameny. Věž je vysoká 123,25 metrů a skládá se z kovových konstrukcí, do nichž je zabudován výtah, který vyváží návštěvníky do výšky 72 m.

## Poloha
Kostel se nachází na pravém břehu Daugavy, v historickém centru Rigy, v tzv. Centrálním obvodu. Lemují jej ulice Pēterbaznīcas iela a Skārņu iela. Před vstupními portály se nachází Reformační náměstí, Reformācijas laukums, z něhož se třemi ulicemi dá projít na Radniční náměstí, Rātslaukums. Za kostelem se nachází menší kostel svatého Jana.

## Historie
Dějiny kostela lze rozdělit do tří odlišných období: dvě jsou spojena s gotickým a románským stavebním slohem a třetí s obdobím raného baroka.

### První etapa
První zmínka o kostele sv. Petra pochází z roku 1209, jedná se o smlouvu mezi biskupem Albertem a králem Viswaldem Jersikou. Kostel byl zděné konstrukce, a proto nebyl poškozen požárem města Rigy v tomto roce.

### Druhá etapa

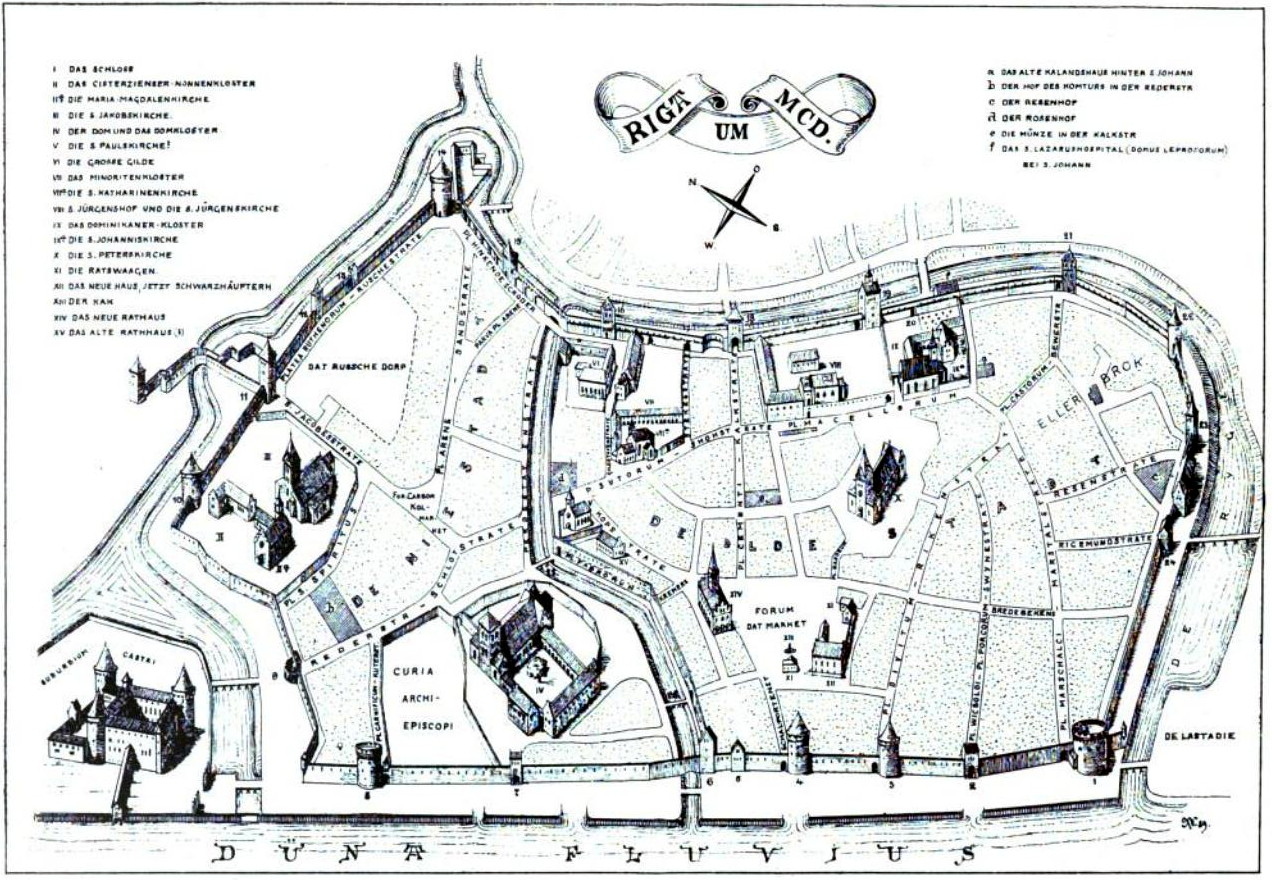
Mapa Rigy z roku 1400 (kostel sv. Petra vpravo)

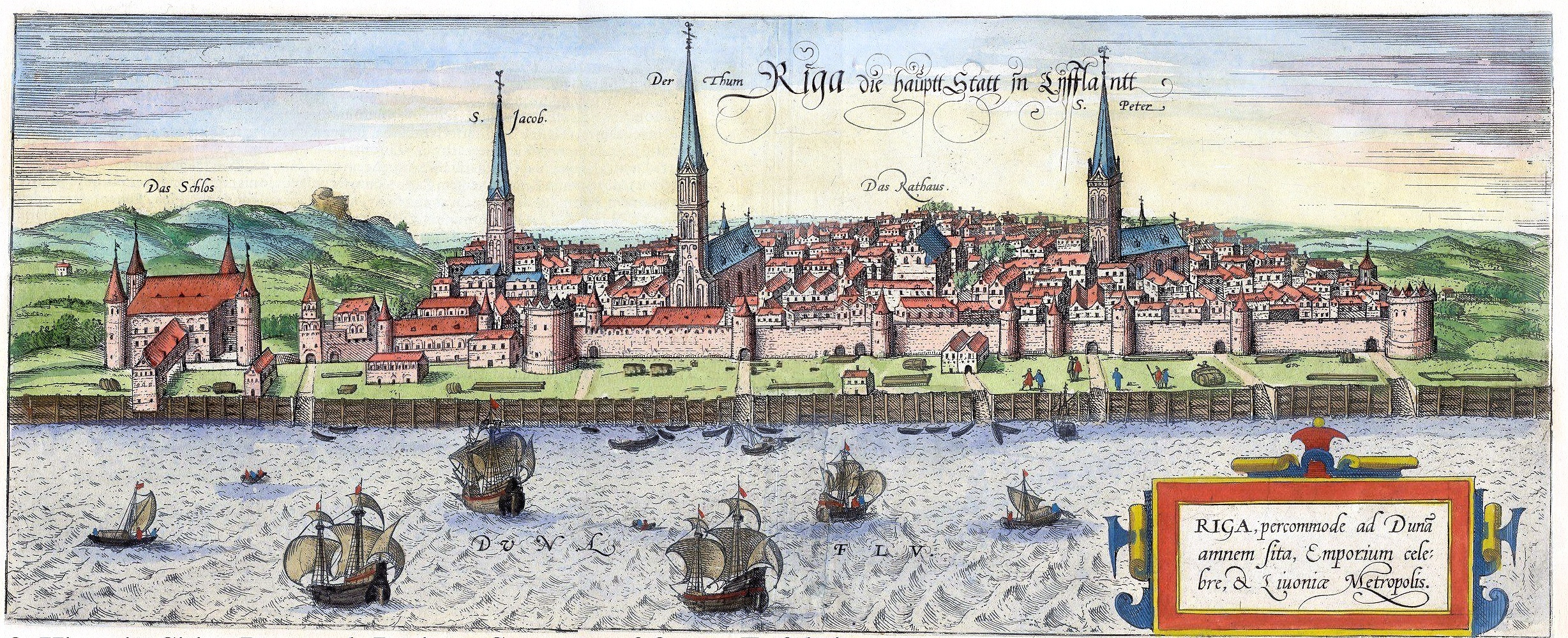
Kostel sv. Petra (vpravo) v roce 1572. Zbylé věže jsou kostel svatého Jakuba (vlevo) a Rižská katedrála (uprostřed)

Druhé období spadá do let 1408-09, kdy stavitel Johannes Rumeschottel z Rostocku řídil stavbu svatyně podle kostela Panny Marie v Rostocku. Svatyně byla téměř dokončena v roce 1409, ale kvůli polsko-litevsko-teutonské válce byla dokončena a vysvěcena až v roce 1419. Další stavební práce byly přerušeny morovou epidemií v roce 1420 a obnoveny ve 30. letech 14. století. Kostel ze 13. století byl v letech 1456-1466 přestavěn tak, aby odpovídal nově postavené svatyni. V 70. letech 14. století byly obě stavby spojeny, čímž vznikla mohutná bazilika se třemi loděmi a zdobnými klenutými stropy. Stará zvonice byla nahrazena v roce 1456 a v roce 1477 byl do nové věže zavěšen zvon. V roce 1491 byla k věži přistavěna 136 metrů vysoká osmiboká věž, která spolu s průčelím kostela tvořila dominantu siluety Rigy. Věž se zřítila 11. března 1666, zničila sousední budovu a v troskách pohřbila osm lidí. Základní kámen nové věže byl položen 29. června 1667.

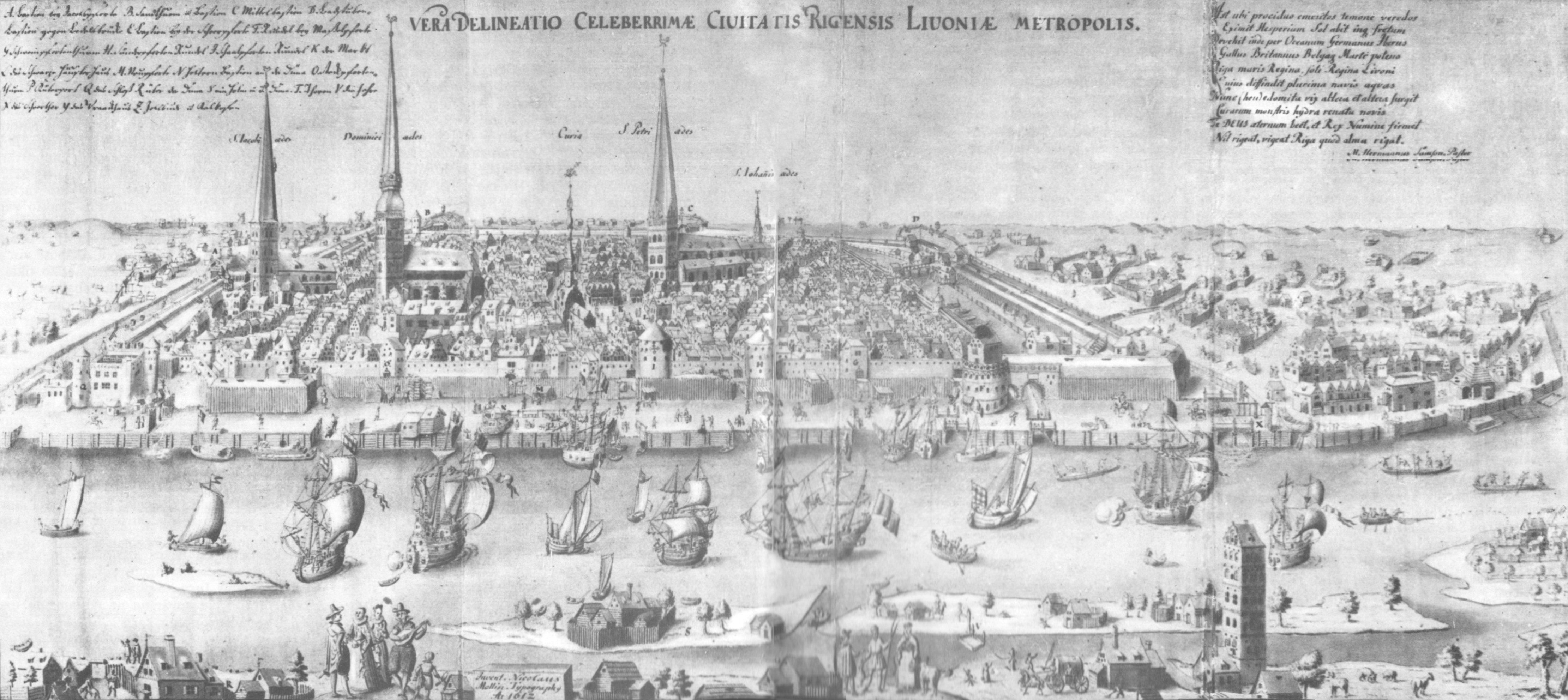
Mollinův panoramat Rigy z roku 1612 (kostel sv. Petra vpravo)

### Třetí etapa

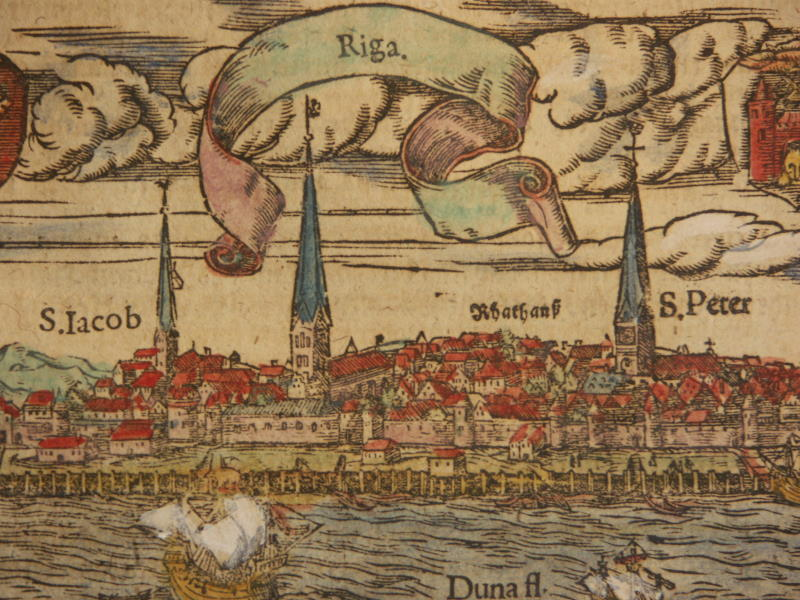
Kostel sv. Petra (vpravo) v roce 1600

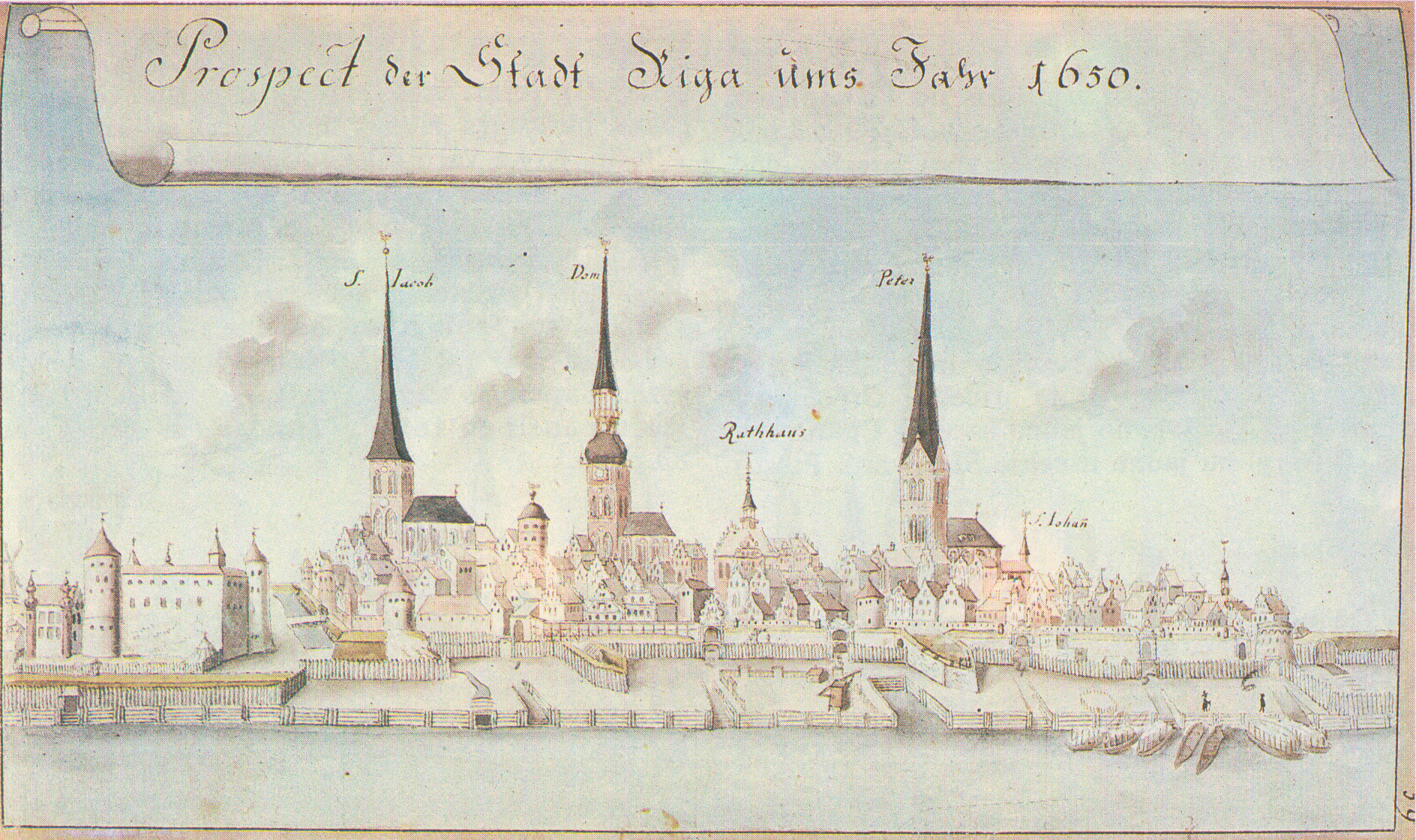
Kostel sv. Petra (vpravo) v roce 1650

Třetí období výstavby se datuje do let 1671-1690, kdy bylo postaveno průčelí a hlavní věž. V této době byla také obnovena střecha, klenby a mobiliář. Věž navrhl a na její stavbu dohlížel Jacob Josten, původem holandský stavitel z Rigy, kterého v roce 1675 vystřídal Rupert Bindenschu (1645-1698), další rižský stavitel. Stavbu zahájil v dubnu 1671 zednický mistr Heinrich Henicke. Věž byla dokončena v roce 1677, ale již 21. května 1677 byla spolu s interiérem kostela zničena při celoměstském požáru. Bindenshu dohlížel na následné opravy v letech 1677-79: klenuté dřevěné stropy nahradily dřívější zděné klenby a byla vyměněna nebo renovována střecha, okna, interiér a vybavení. První bohoslužba v renovovaném kostele se konala 14. září 1679. Obnova věže začala roku 1686 a navrhl ji městský inženýr Friedrich S. von Dahlen. Městská rada nedokončenou věž neschválila, a proto byla v roce 1688 stržena. Poté byla postavena nová 148 metrů (486 stop) vysoká věž s měděnou střechou, kterou navrhl Bindenshu. Na vrchol věže byla 10. května 1690 umístěna koule a kohout. Tato věž byla v té době nejvyšší dřevěnou stavbou v Evropě. Později bylo upraveno také západní průčelí kostela. Cihlová konstrukce byla obložena červenavým vápencem ze Salaspilsu a Koknese a fasáda byla zdobena volutami, pilastry, římsami a obrubami z gotlandského kamene. V roce 1692 schválila městská rada Rigy návrh Bindenshu a kameníka Andrease Petermana na tři stejné portály. Portály financoval obchodník Klaus Mistett a zhotovili je H. Henneken, Johann Daniel Schauss, Johann Gerwin a několik dalších sochařů. Portály byly vyzdobeny vápencovými sochami v barokním stylu. V roce 1694 zde L. Martini instaloval nové věžní hodiny.

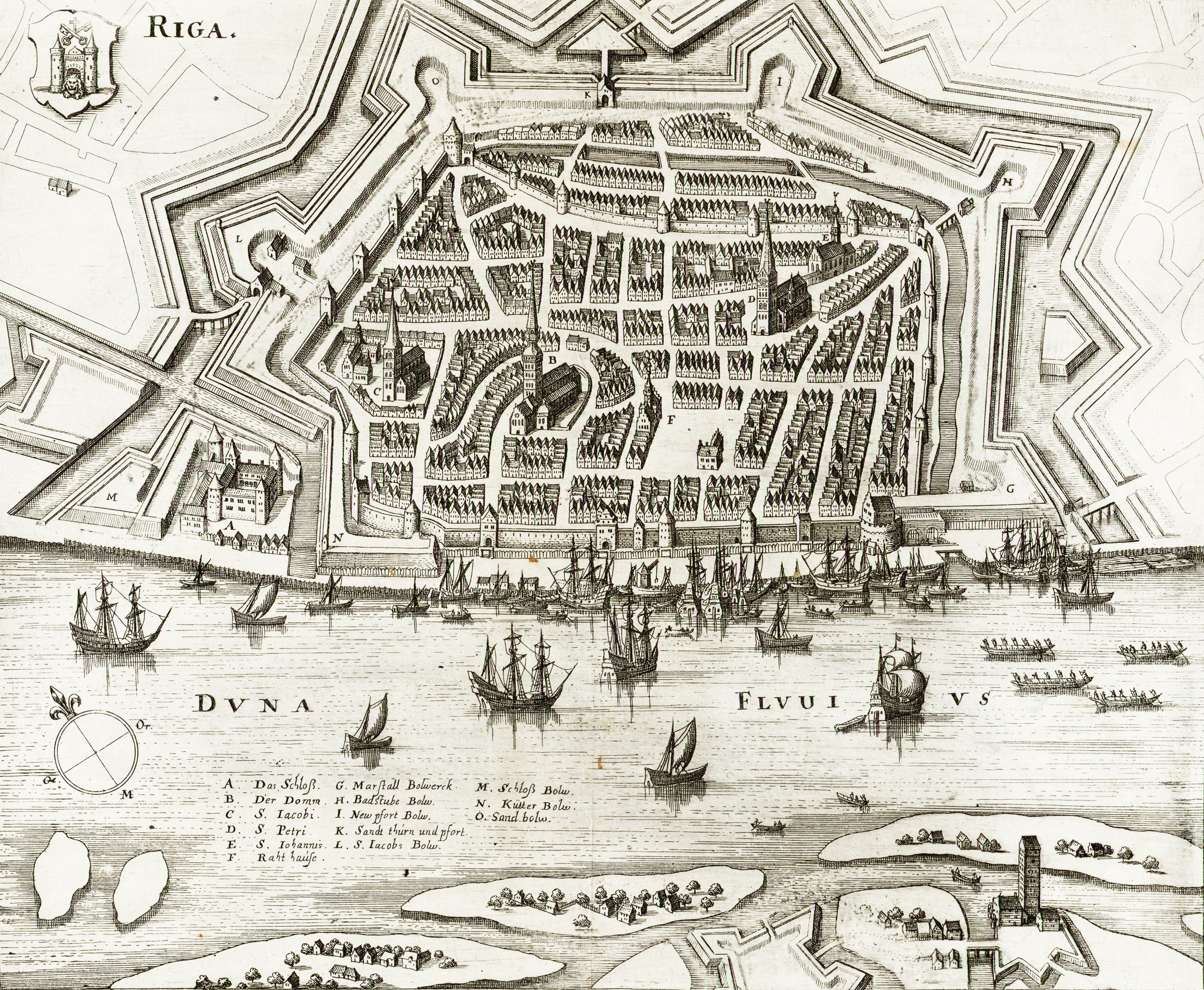
Mapa Rigy z roku 1637 (kostel sv. Petra vpravo)

### První rekonstrukce

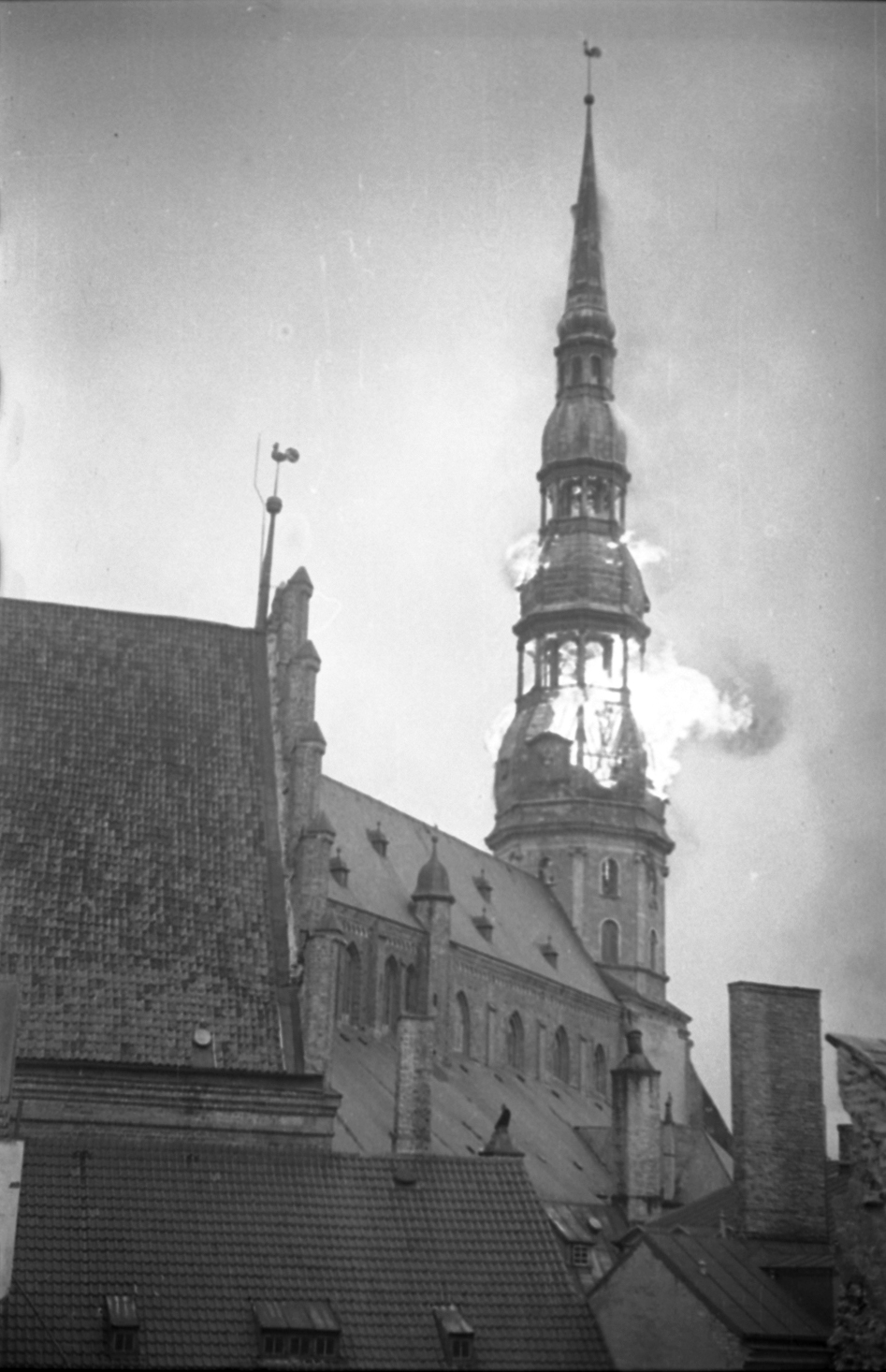
Hořící věž v roce 1941

Nově zrekonstruovaný kostel sloužil pouhých 29 let, protože 10. května 1721 udeřil blesk a zapálil věž i kostel. Po požáru zůstaly stát pouze zdi kostela a věže. Pod vedením tesařského mistra Toma Bochuma a zednického mistra Kristofera Meinerta byla okamžitě zahájena rekonstrukce kostela. V roce 1723 již měla stavba provizorní střechu. V roce 1740 převzal dohled nad projektem Johann Heinrich Wilbern a pod jeho vedením byla v roce 1746 postavena nová věž o výšce 120,7 metru. V letech 1746-47 byla věž pokryta měděným plechem a kohout byl pozlacen. V roce 1794 Haberland renovoval dřevěné klenuté stropy ve středních částech lodi. V roce 1885 byly pod vedením architekta Reinholda Georga Schmaelinga (1840-1917) omítnuty vnitřní stěny a spodní části pilířů byly obloženy dubovými deskami.

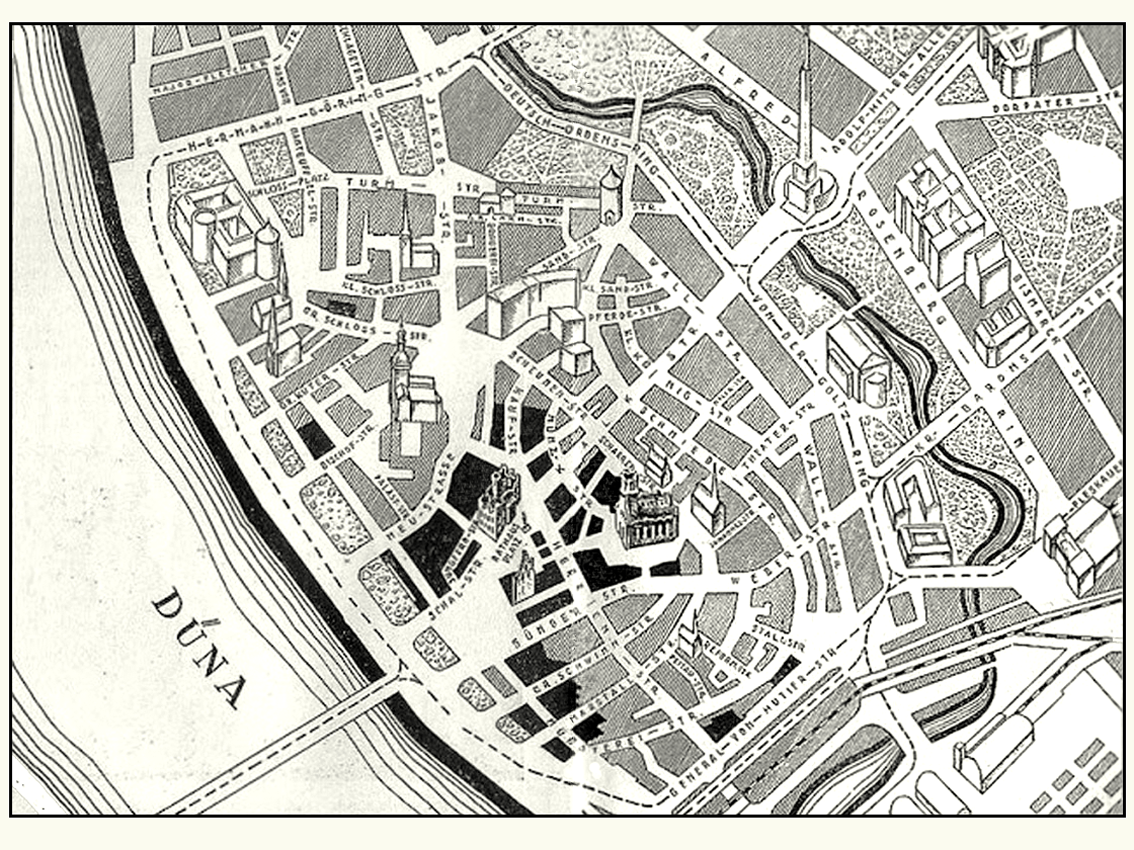
Kostel na mapě Rigy z roku 1943 (vpravo dole)

### Druhá rekonstrukce
Dělostřelecká palba zničila kostel 29. června 1941. Konzervace a restaurování začaly v roce 1954 výzkumem architekta Pēterise Saulītise. Práce probíhaly v letech 1967-1983 pod vedením Saulītise a architekta Gunarse Zirnise. Obnova začala kovovým rámem věže. Kohout - přesná kopie předchozího kohouta a celkově sedmý kohout - byl na věž umístěn 21. srpna 1970. Renovované věžní hodiny začaly ukazovat čas v červenci 1975. Podle tradice mají pouze hodinovou ručičku. Zvonková hudba začala hrát v roce 1976; pětkrát denně hraje lotyšskou lidovou melodii "Rīga dimd" a zvony se rozeznívají na vrcholu každou hodinu. Renovace interiéru kostela skončila v roce 1984. V letech 1987-91 polská společnost "PKZ" obnovila hlavní fasádu a portály. V roce 1991 v kostele obnovil bohoslužby lotyšský luteránský sbor svatého Petra a 4. dubna 2006 byl kostel navrácen do vlastnictví Lotyšské evangelické luteránské církve.

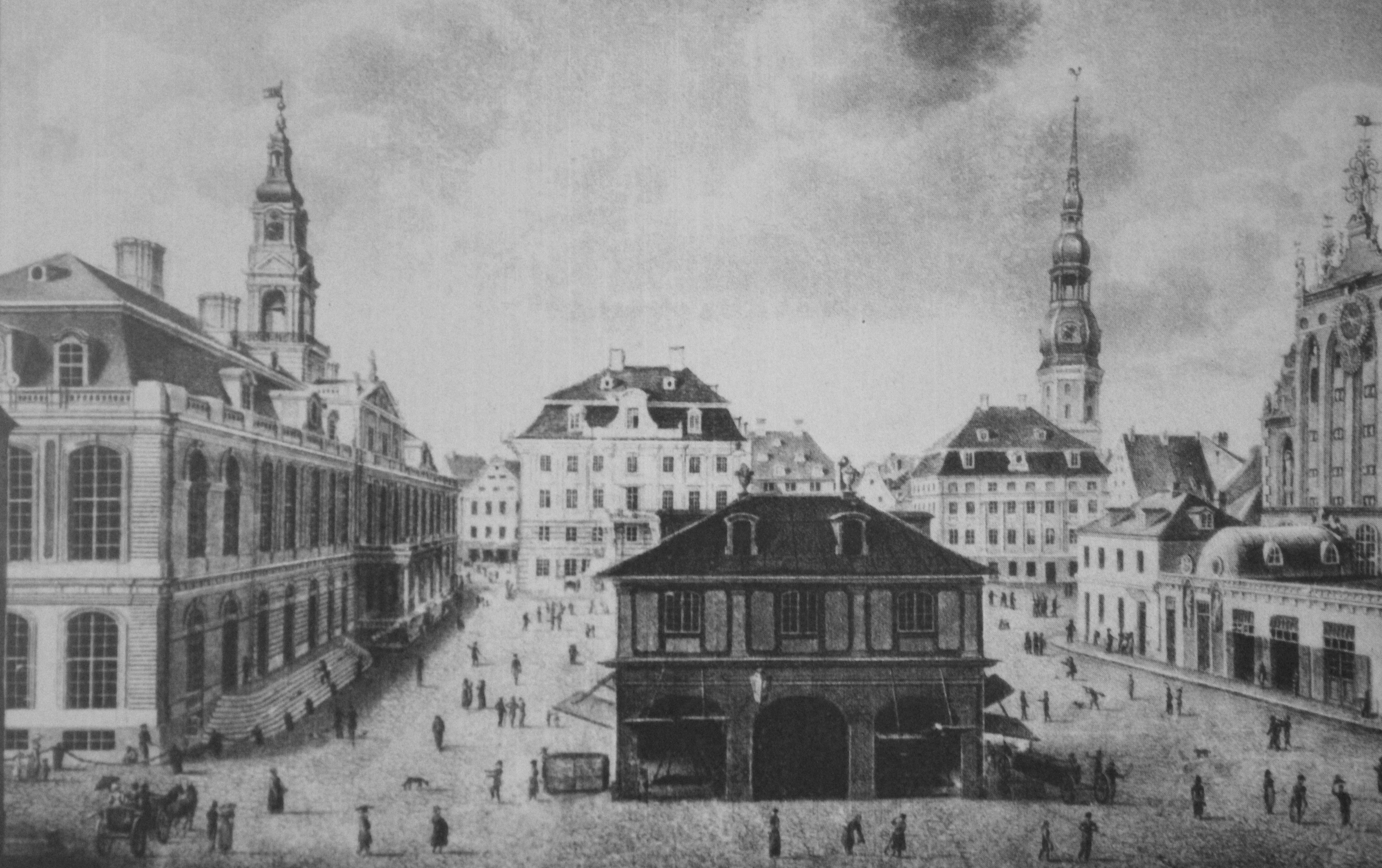
Radniční náměstí a kostel sv. Petra (vpravo) na historické kresbě/fotografii

Během druhé světové války přišel kostel o významný předmět kulturního dědictví - působivý bronzový svícen vyrobený v roce 1596 -, který do města Włocławek odvezli Němci z Rigy, přesídlení během akce "Heim ins Reich" na anektovaná polská území. Tento 310 cm vysoký a 378 cm široký svícen, dříve nazývaný stojící lucerna, si objednala městská rada Rigy u slévače kovů Hanse Meyera v Rize. Po válce byl vystaven ve włocławské katedrální bazilice Nanebevzetí Panny Marie. Dne 1. března 2012 se toto dílo pozdně renesančního umění vrátilo do svého dávného domova v důsledku dohody o repatriaci kulturních statků.

## Věžoví kohouti

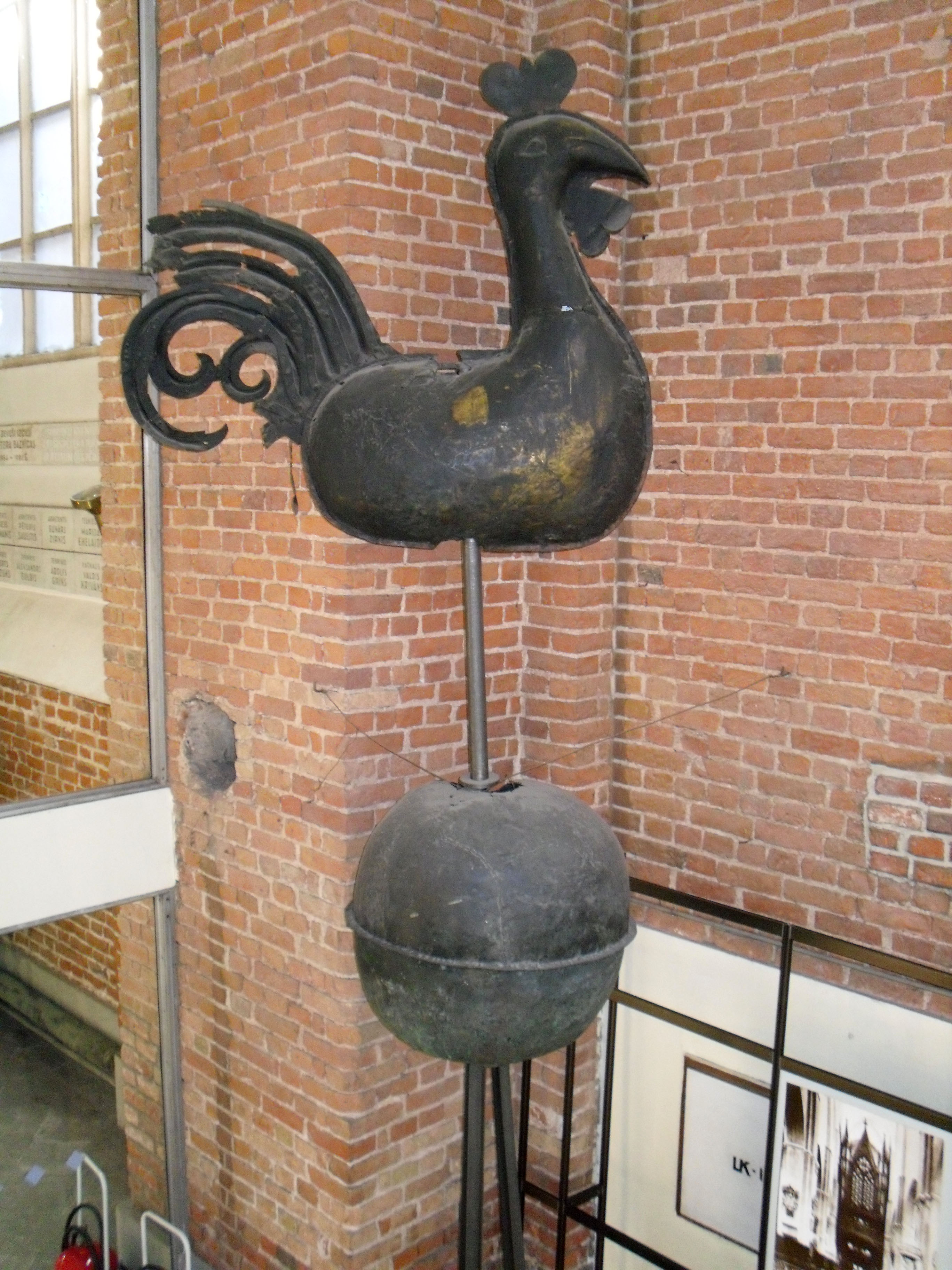
Šestý kohout z roku 1690 uvnitř kostela

Větrné ukazatele doprovází kostel přes 500 let. Kostelní věže byly korunovány nejen kohoutem, ale obvykle i koulí. Tento prvek byl zpočátku možná pouze dekorativní, ale později se stal úložištěm informací. Koule obsahovala svitky s informacemi o historii stavby a stavitelích. V současnosti se na kostele nachází dva větrní ukazatelé, jeden na hlavní věži - kohout - a druhý na konci hřebenu střechy - svatý Petr s klíčem.

### Seznam kohoutů
Kostel svatého Petra měl od 15. století, kdy byla postavena gotická věž, sedm větrných ukazatelů - kohoutů.
- První kohout byl instalován v roce 1491 po dokončení věže. V roce 1538, kdy byla věž obložena měděnými plechy, byl tento kohout opraven a v témže roce byl opět umístěn na věž. V roce 1576 kohouta poškodila silná bouře a byl odstraněn.

- Dne 13. července 1577 instalovalo město Riga druhého kohouta. Dne 4. října 1577 ji z věže strhl neobvykle silný vítr. Kohout tedy nevydržel ani tři měsíce.

- Dne 11. července 1578 byl instalován nový, již třetí kohout. To byl kohout zobrazený na Mollinově panoramatu Rigy z roku 1612 (viz výše).

- 14. května roku 1651, po 73 letech služby ve Švédské Livonii, byl na věž kostela instalován pozlacený čtvrtý kohout. Dne 17. listopadu 1659 ji v osm hodin ráno strhla silná bouře ze stožáru a odhodila ji na hřbitov.

- Dne 26. července 1660 byl na věž umístěn pozlacený pátý kohout, který zůstal na věži až do jejího pádu v roce 1666.

- Dne 10. května 1690 mezi osmou a devátou hodinou ranní byl na věž umístěn šestý kohout.

- Dne 9. října 1746 umístil Johann Wilbern na věž kouli a v pořadí již sedmého kohouta, obnoveného po požáru v roce 1721. Byly umístěny na předchozí tyč věže, která byla po narovnání a opravě přistavěna na novou konstrukci věže. Dne 29. června 1941 během bitvy o Rigu se kohout, koule a tyč zřítily na zem, když se hořící dřevěná věž zřítila. Kohout a koule byli zrestaurováni a vystaveni v kostele svatého Petra. Tyč byla naopak na vrchol věže instalována již potřetí.

- Dne 21. srpna 1970 byl na obnovenou věž instalován osmý a poslední kohout, přesná kopie předchozího. Pozlacený kohout váží 158 kg, je dlouhý 2,10 m od prsou po ocas a vysoký 1,53 m od vrcholu ocasu po spodní část břicha. Kohout a koule pod ním jsou vyrobeny z měděného plechu pokrytého velmi tenkými zlatými pláty, váží 158 kg a na jejich výrobu bylo použito 140 gramů zlata. V roce 2009 byl kohout restaurován a po restaurování byl opět umístěn na věž kostela.

## Sochy

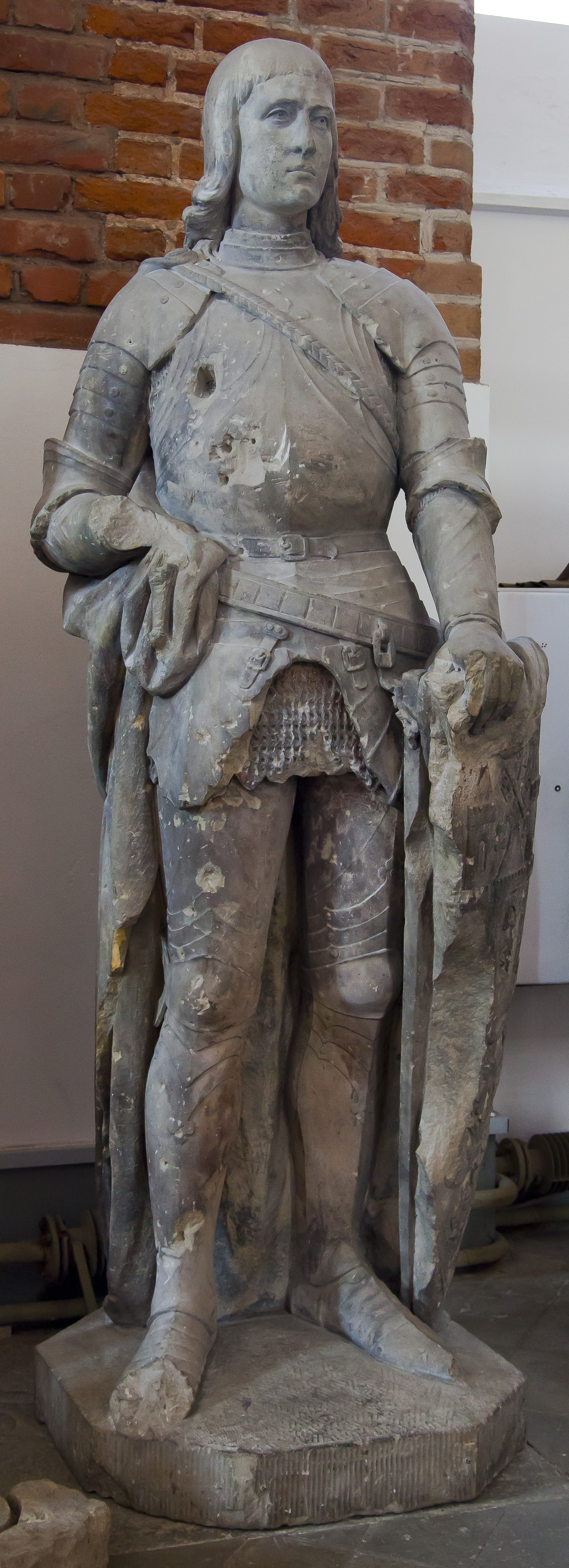
Socha Rolanda

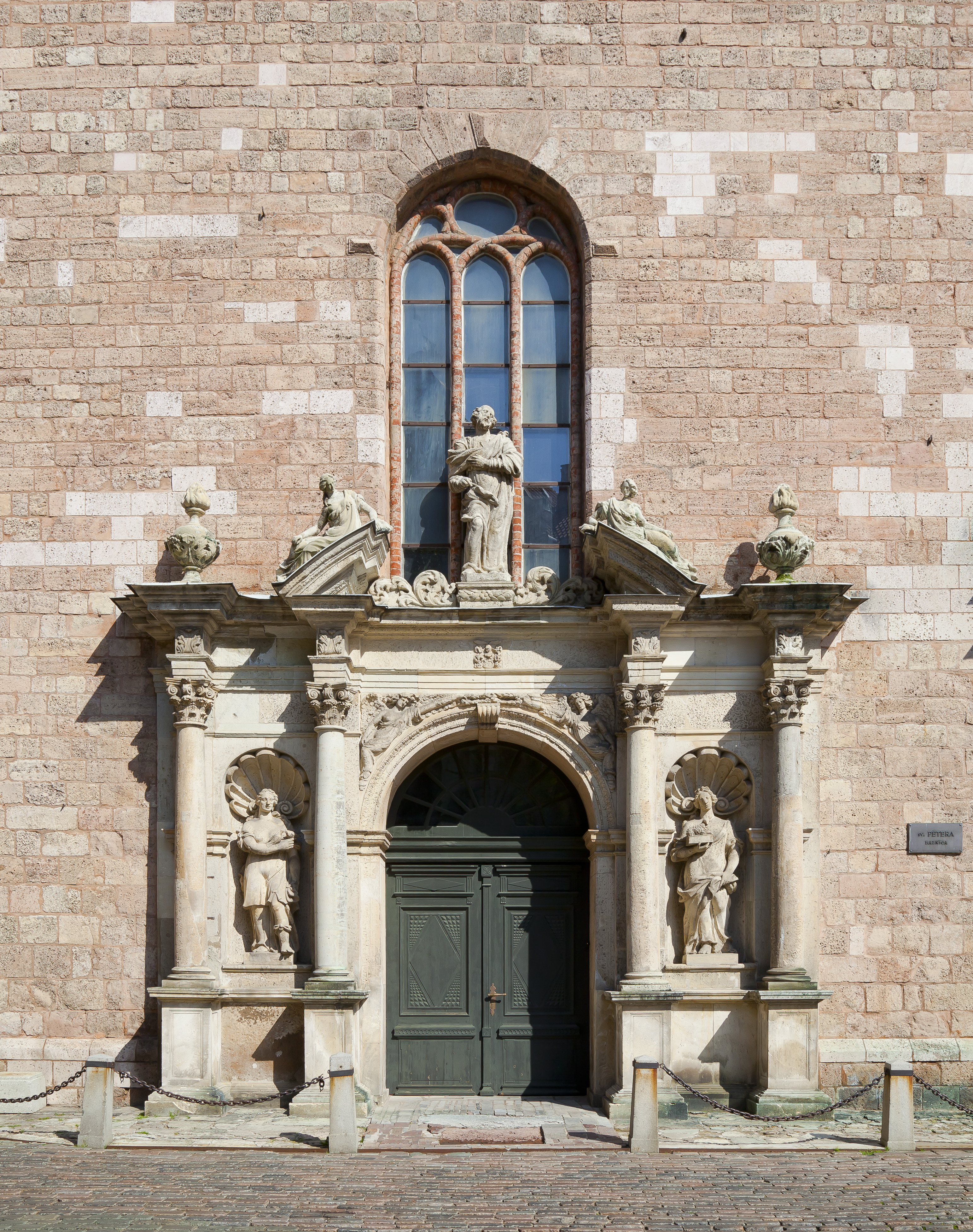
Levý portál se sochami

Na kostele, v kostele a v jeho okolí se nachází několik soch z různých historických období.

### Vstupní portály
Každý ze tří vstupních portálů zdobí pět soch, z toho dva andělé.

### Lapidárium a socha Rolanda
Uvnitř kostela se nachází malé lapidárium s různými artefakty, jako je např. socha Rolanda, bájného ochránce Rigy. Ta od roku 1896 zdobila Radniční náměstí (Rātslaukumā), ale za byla poškozena během bitvy o Rigu v roce 1941, a tak byla pro větší bezpečí přesunuta do kostela. Na náměstí se dnes nachází její replika.

### Sousoší „Brémští muzikanti“
Za kostelem se nachází sousoší osla, psa, kočky a kohouta s názvem Brémští muzikanti (Brēmenes muzikanti), inspirované známou pohádkou bratří Grimmů. Socha pochází z roku 1990.

## Galerie

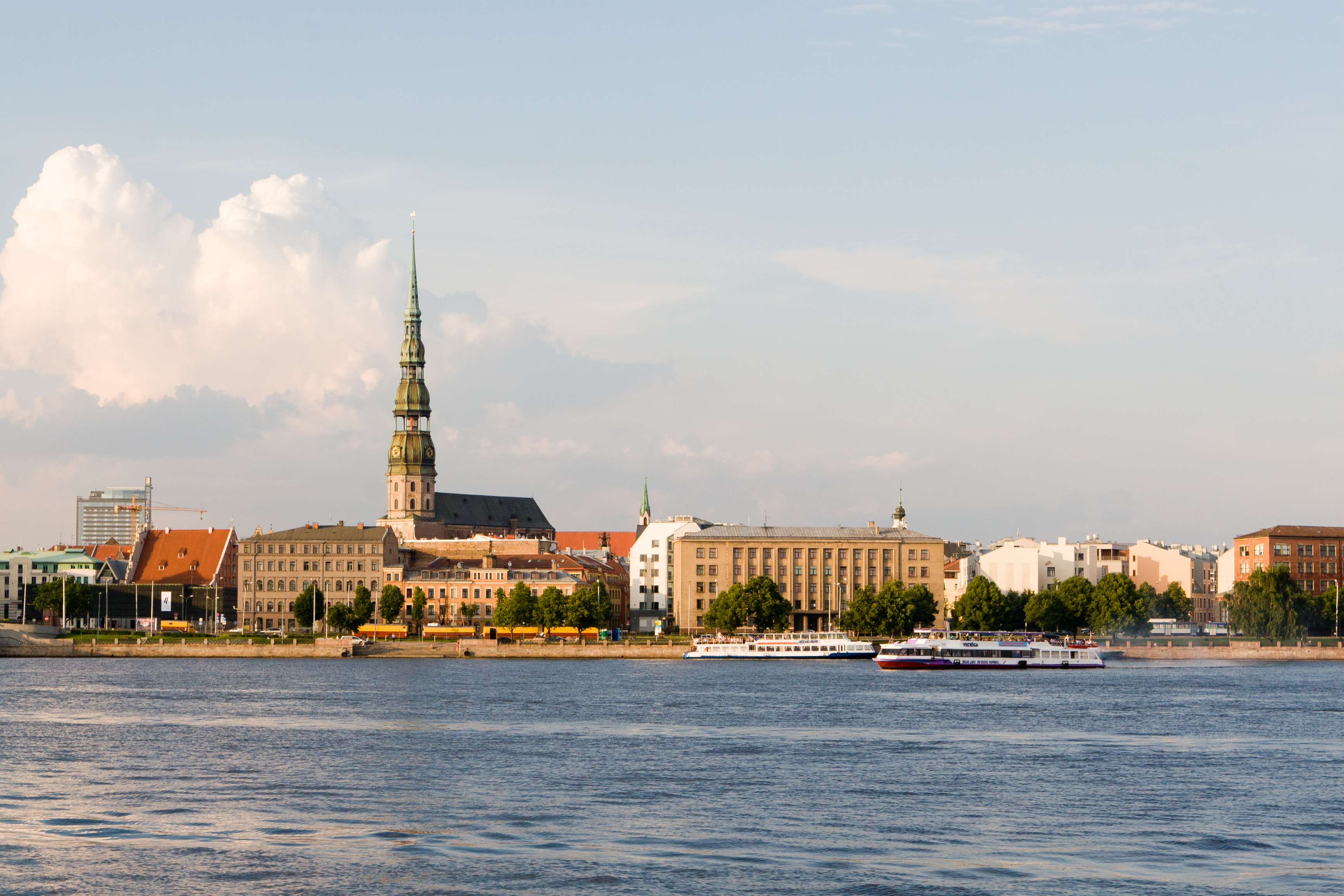
Kostel a řeka Daugava
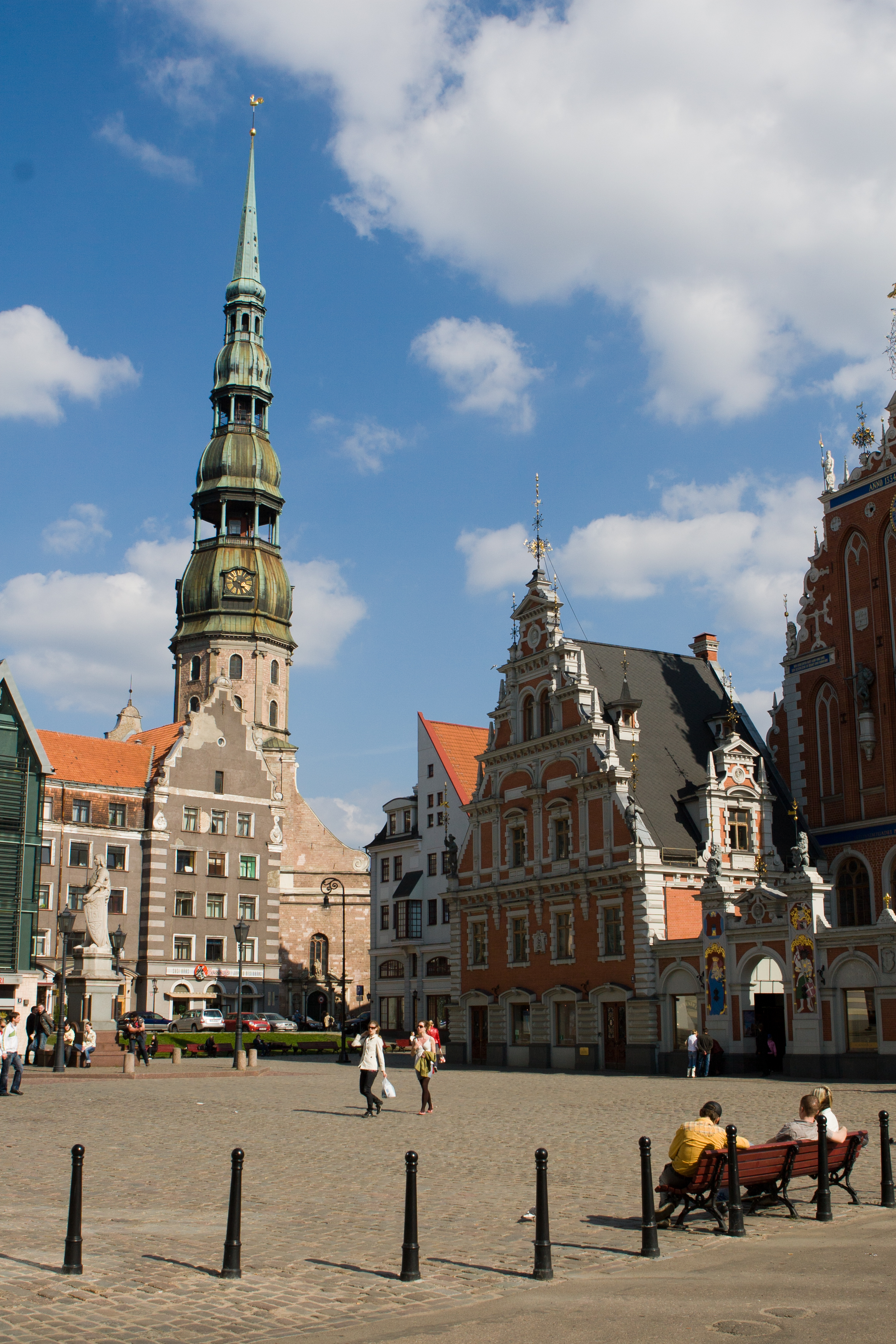
Kostel a nedaleké Radniční náměstí
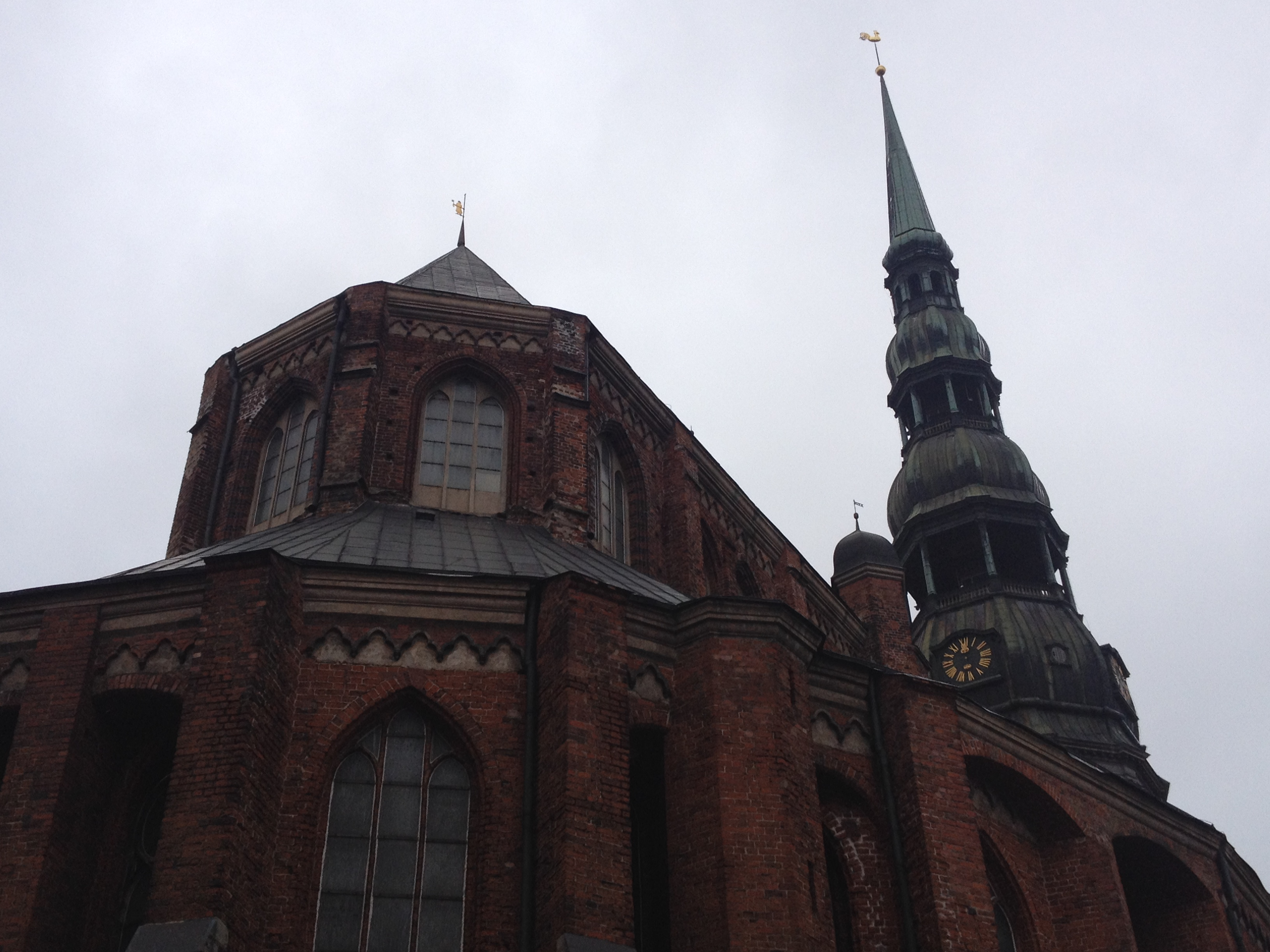
Zadní část kostela a ukazatel větru v podobě svatého Petra
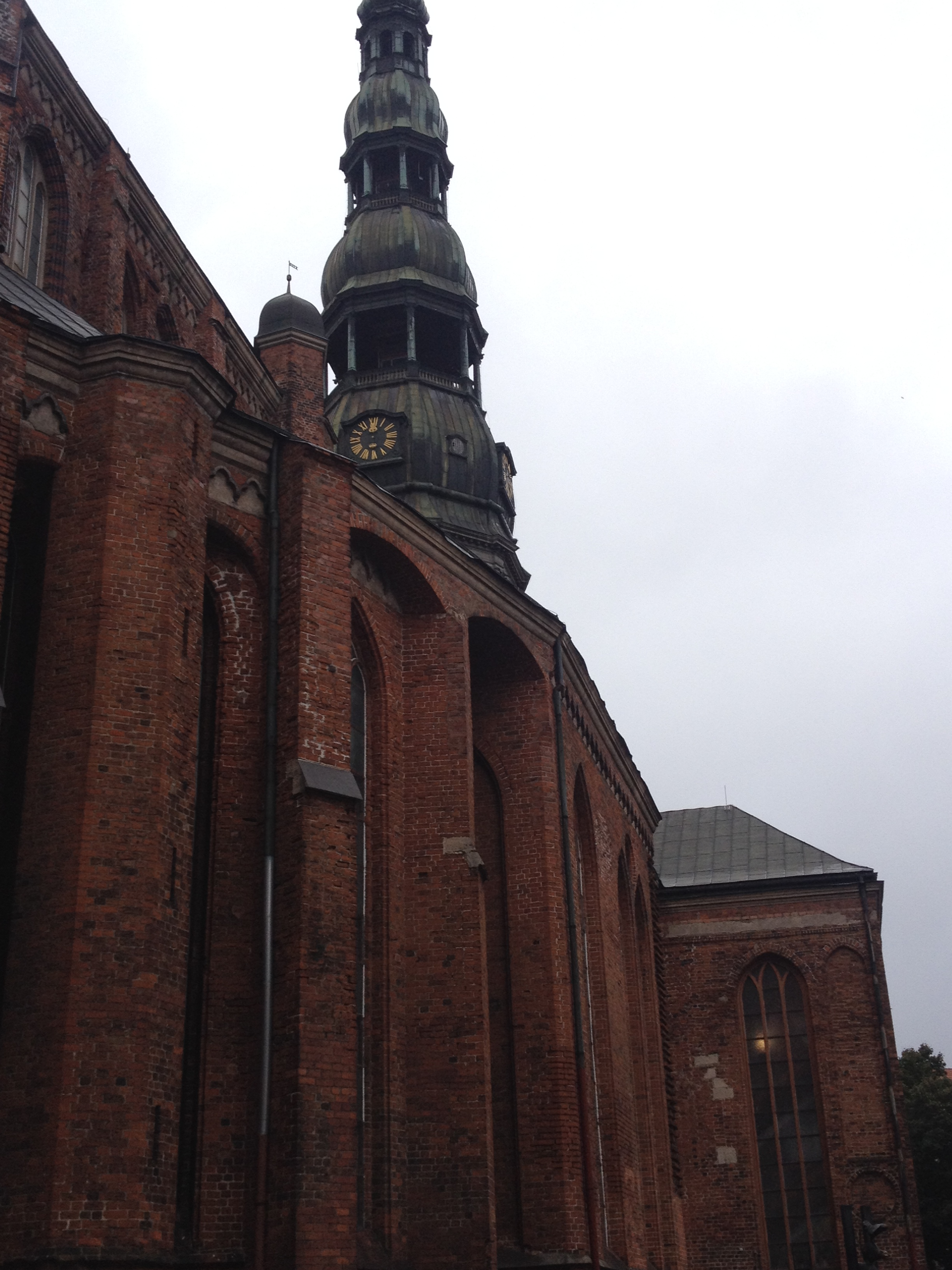
Zadní část kostela
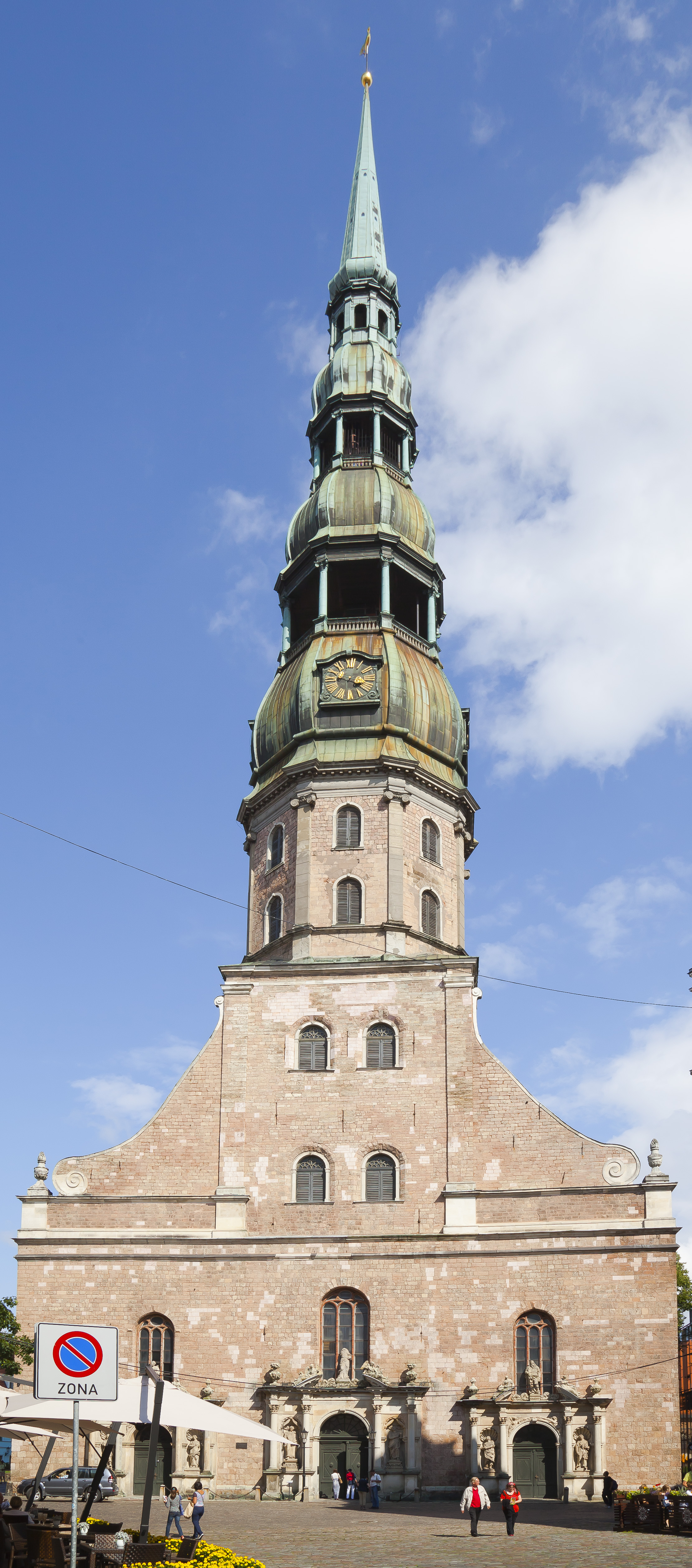
Průčelí kostela
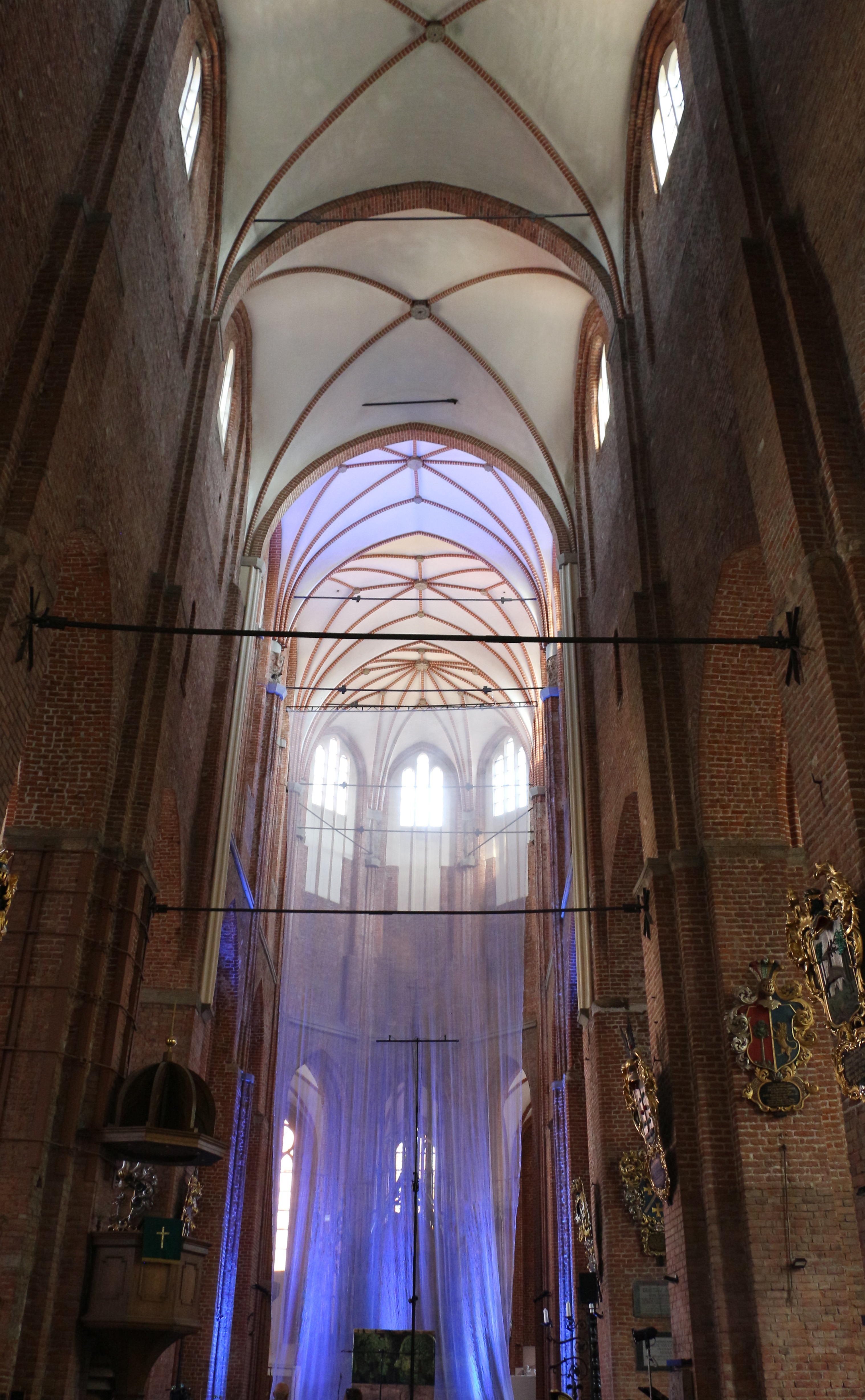
Strop kostela
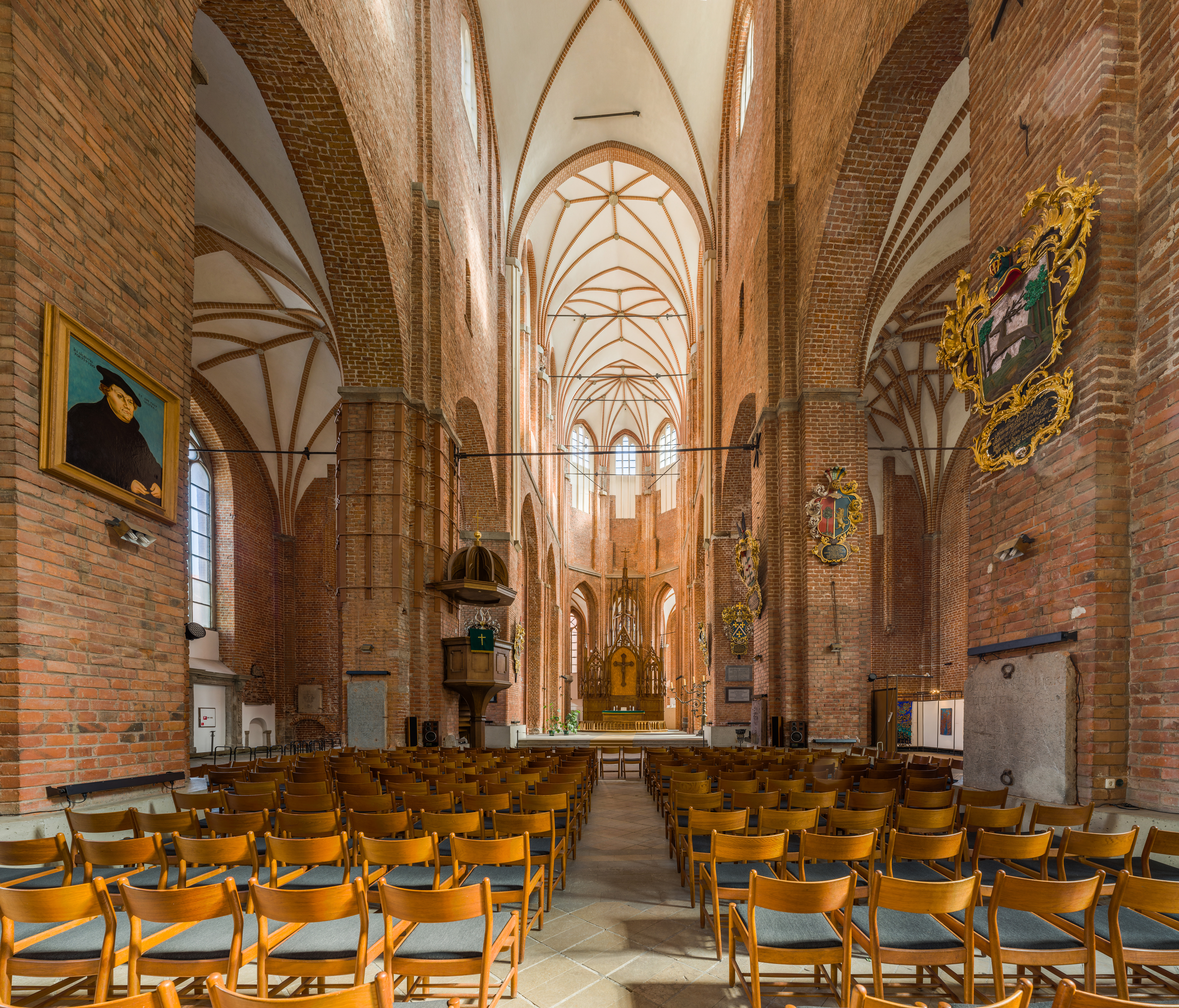
Interiér
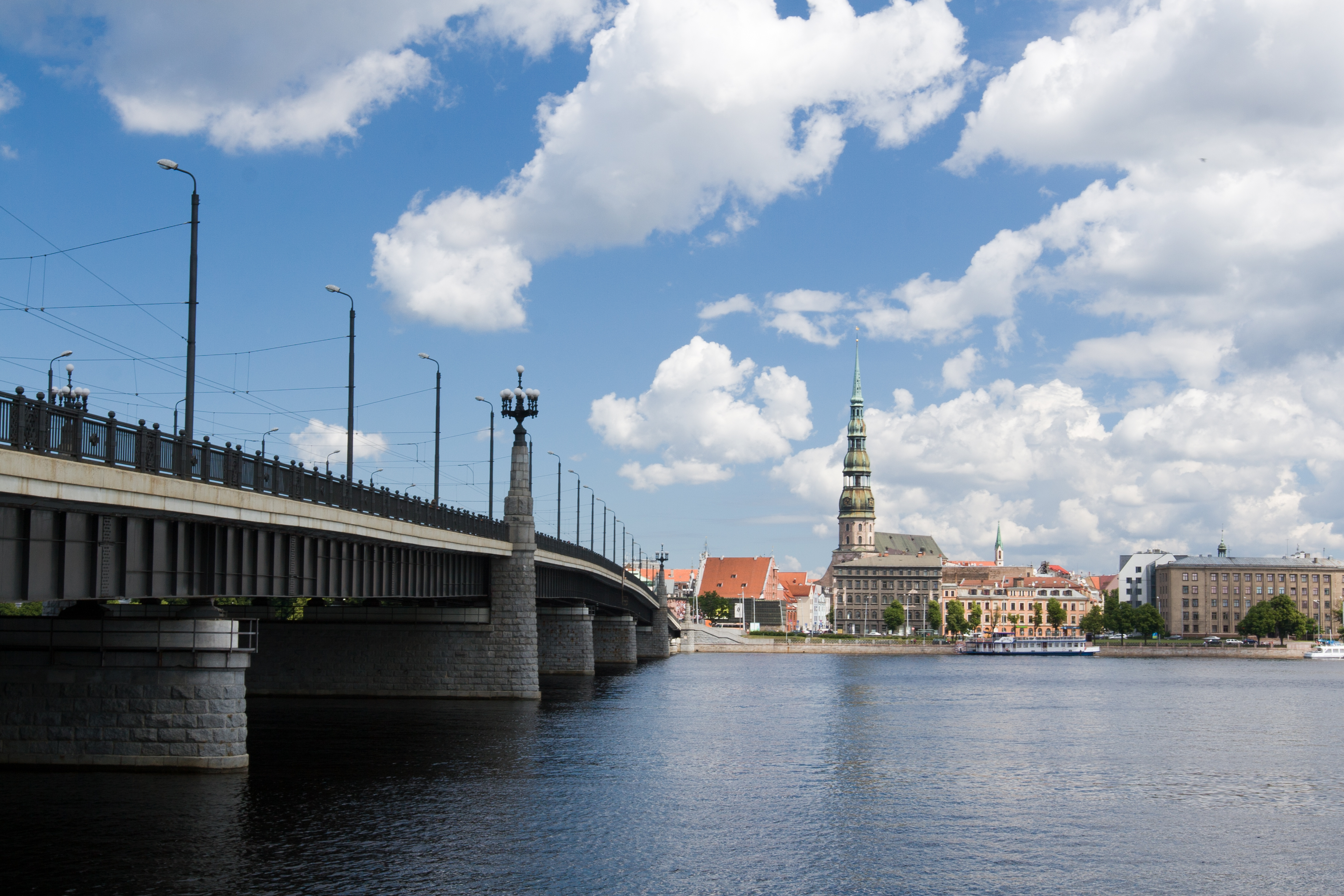
Kostel a přilehlý most Akmens Tits
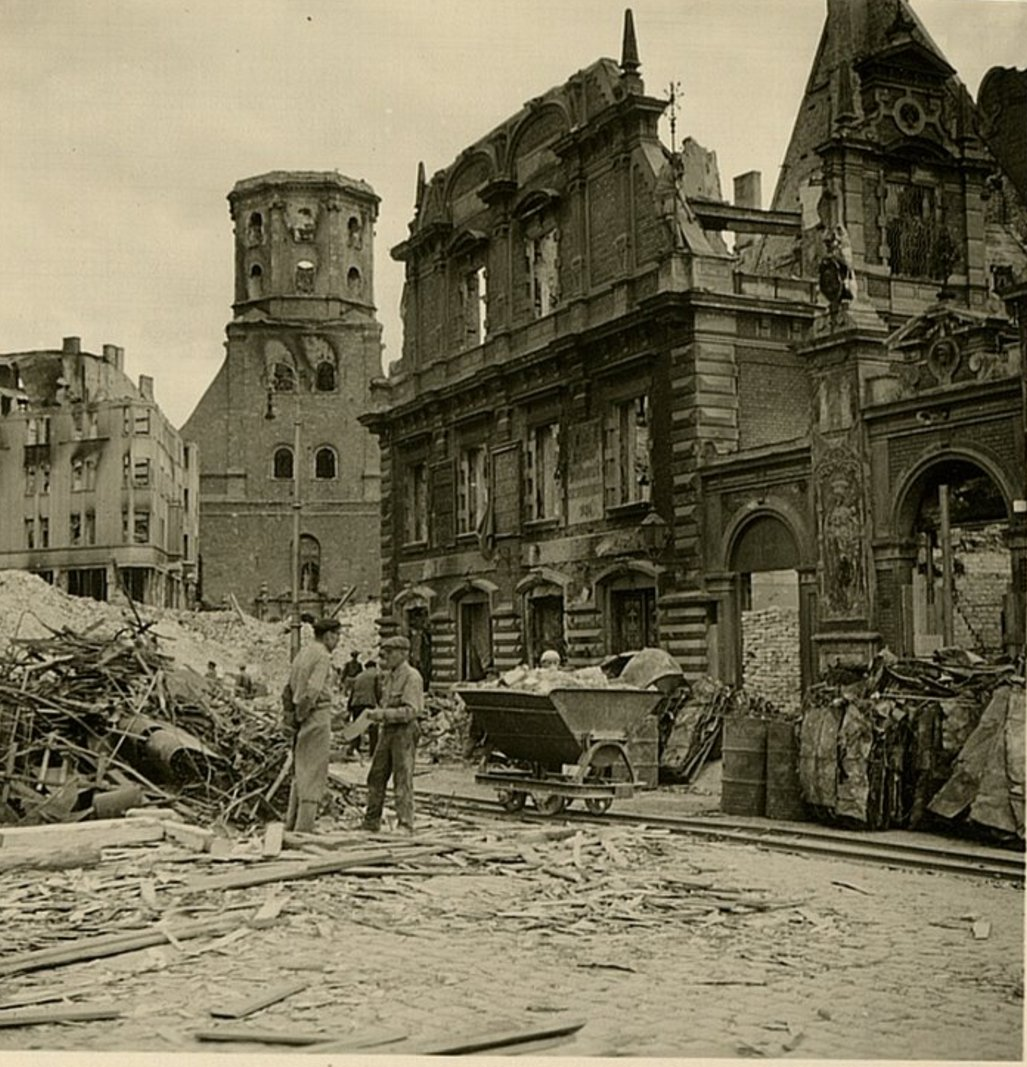
Kostel poničený během bitvy o Rigu
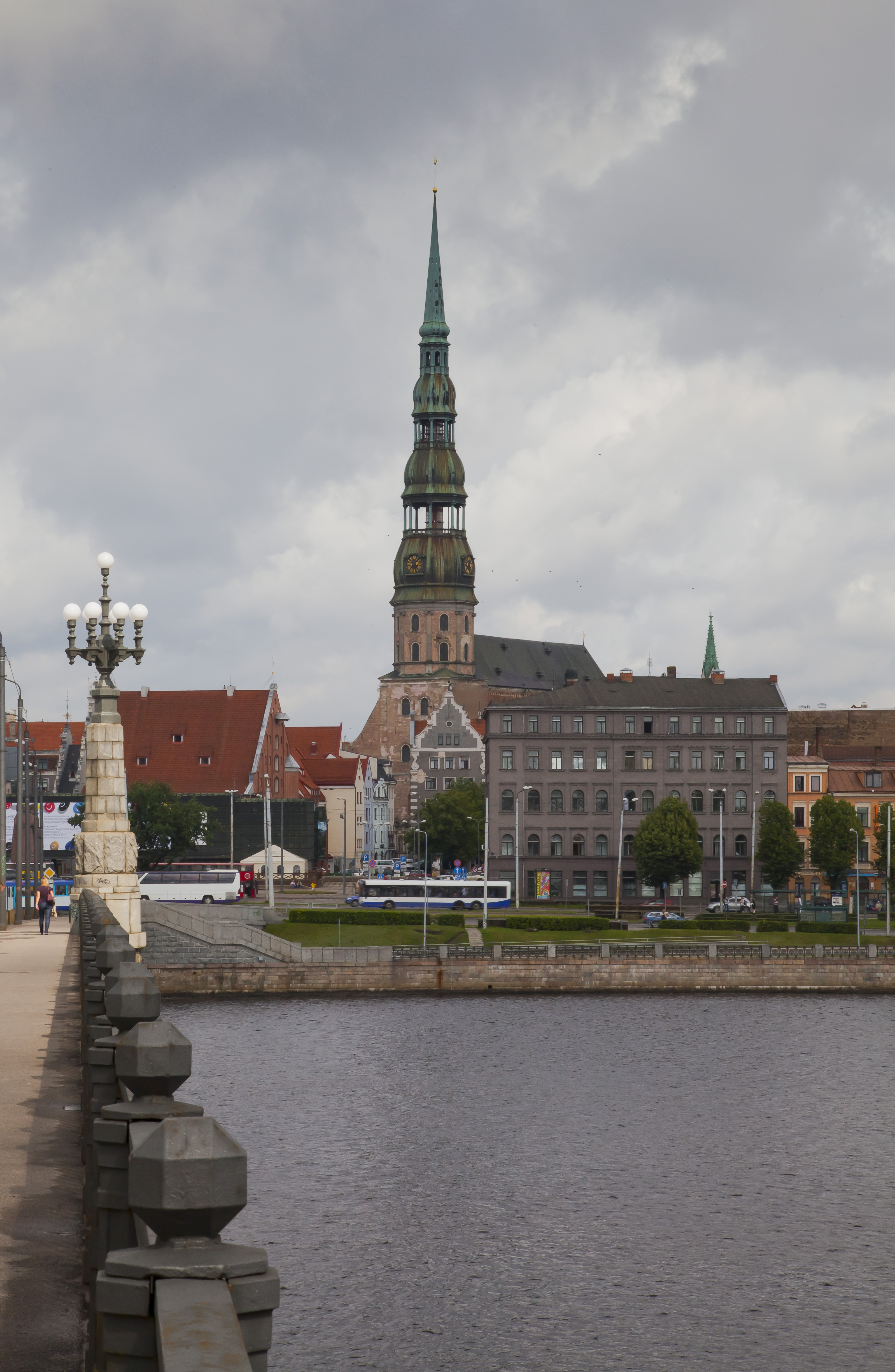
Kostel z mostu Akmens Tits
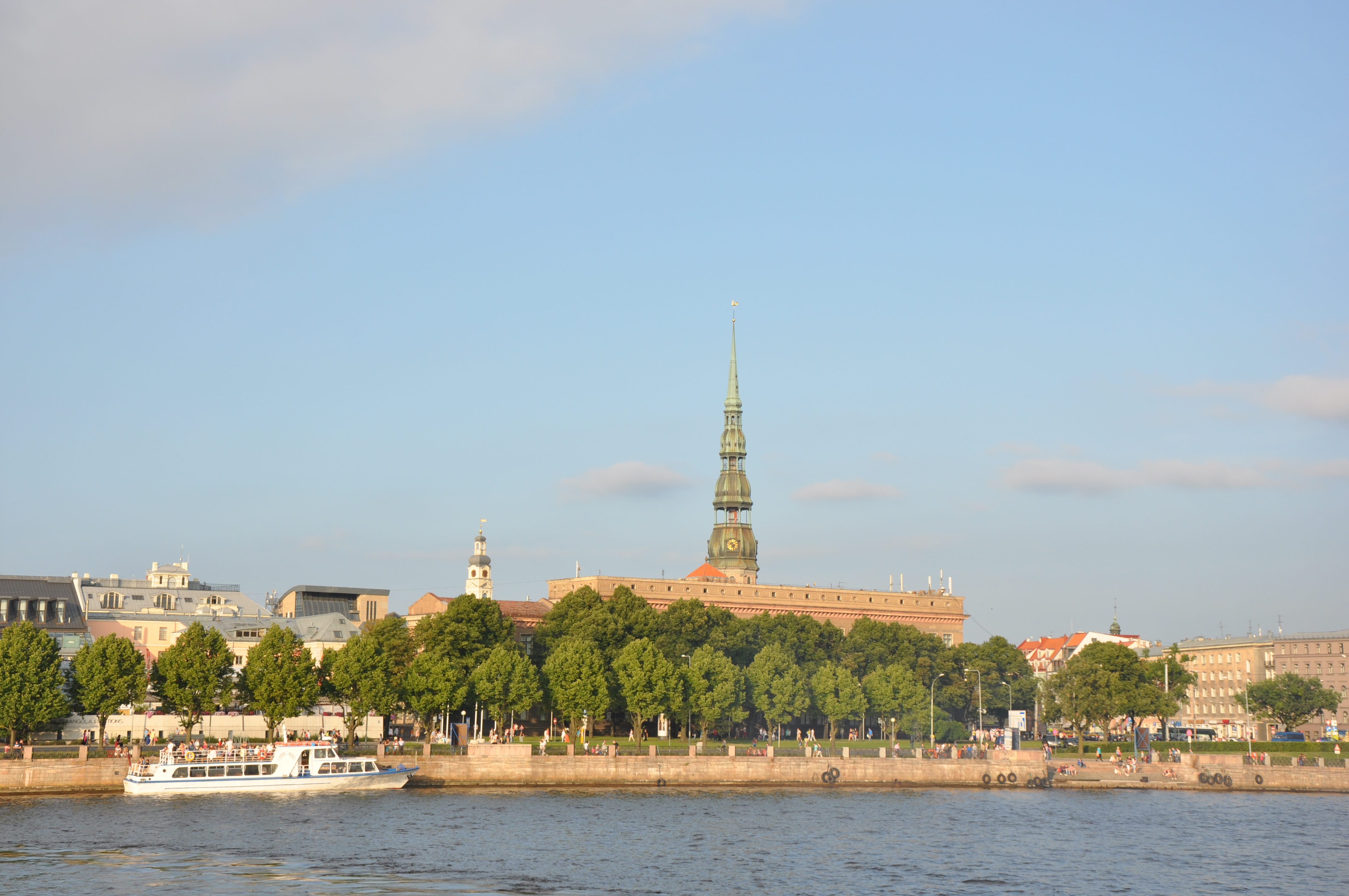
Kostel z blízkého parku Kanālmalas apstādījumi (řeka na obrázku je Pilsēta kanāls, rameno Daugavy)
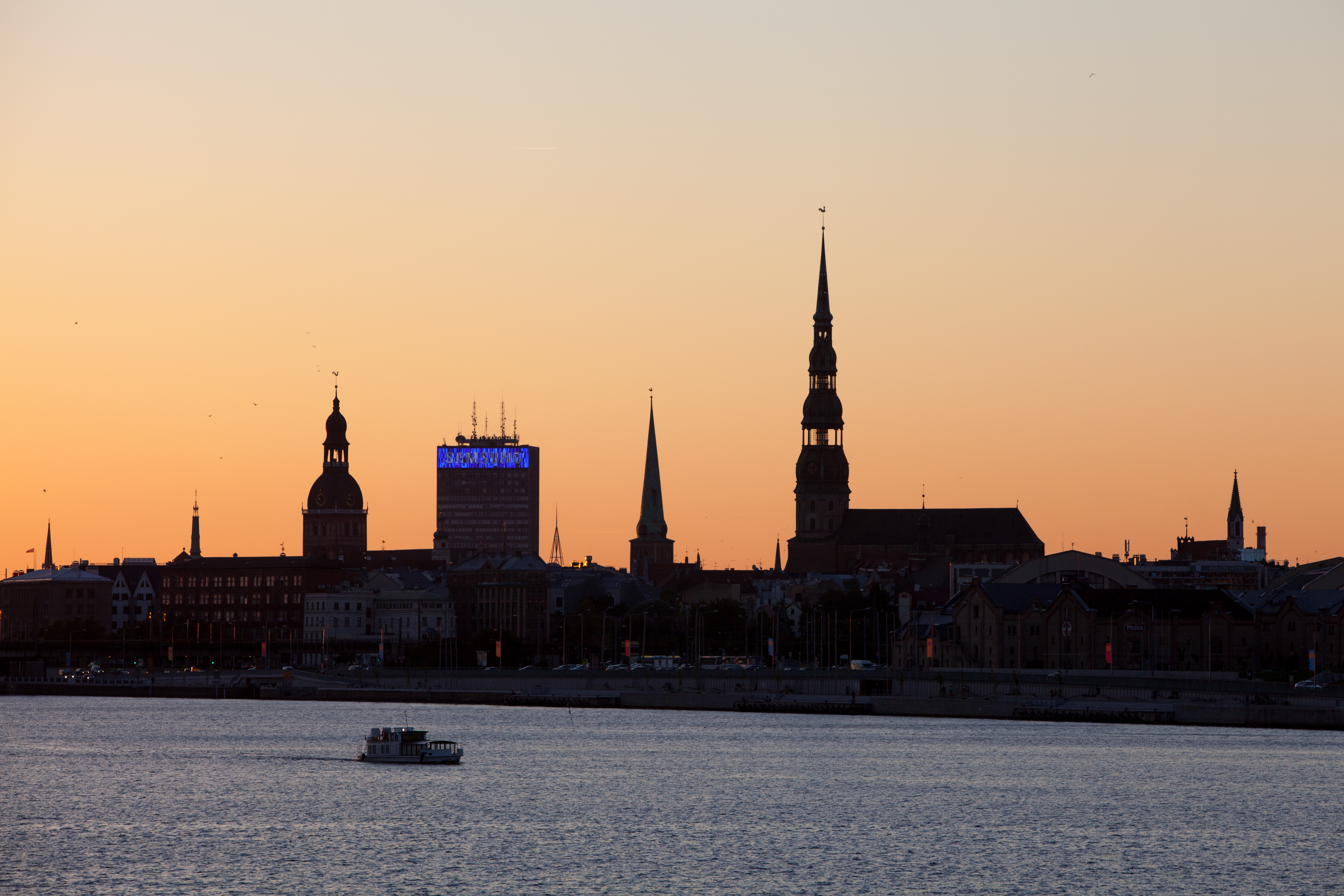
Siluleta kostela